# خون سرخرگی
خون سرخرگی یا خون شریانی (انگلیسی: Arterial blood) خون اکسیژن دار موجود در ریه‌ها، اتاق‌های چپ قلب و سرخرگ‌ها است. تفاوت ظاهری این خون با خون سیاهرگی در این است که خون سرخرگی قرمز روشن است اما خون سیاهرگی قرمز تیره می‌باشد.

تفاوت دیگر خون سرخرگی و سیاهرگی این است که خون شریانی دارای هموگلوبین‌های اشباع شده از اکسیژن می‌باشد در حالی که خون سیاهرگی اکسیژن کمی دارد.